# Otepa
Otepa est le village principal de l'atoll Hao situé dans le centre-est de l'archipel des Tuamotu en Polynésie française.
Cette ville a été la base du Centre d'expérimentation du Pacifique (CEP) qui servait pour les essais nucléaires français.
Otepa compte notamment un aéroport ayant une piste de 3 380 m, classé par la NASA comme piste d'atterrissage d'urgence en cas de problème avec la navette spatiale.